# Maltat
Maltat település Franciaországban, Saône-et-Loire megyében. Lakosainak száma 280 fő (2022. január 1.). Maltat Saint-Seine, Bourbon-Lancy, Cressy-sur-Somme, Cronat, Grury, Mont és Vitry-sur-Loire községekkel határos.

## Népesség
A település népességének változása:
| Lakosok száma | 290  | 290  | 293  | 283  | 283  | 283  | 284  | 282  | 280  |
|               | 2013 | 2015 | 2016 | 2017 | 2018 | 2019 | 2020 | 2021 | 2022 |